# Allvar Gullstrand
Allvar Gullstrand, švedski oftalmolog, optik in akademik, nobelovec, * 5. junij 1862, Landskrona, Švedska, † 28. julij 1930, Stockholm.
Gullstrand je za svoje raziskave dioptrike (loma svetlobe) očesa leta 1911 prejel Nobelovo nagrado za fiziologijo ali medicino, kot edini, ki je prejel to priznanje za delo na področju oftalmologije.

## Življenje
Rodil se je kot sin zdravnika Pehra Alfreda Gullstranda in njegove žene Sofie Matilde. Osnovno šolo je končal v rodni Landskroni, mestecu ob obali Öresunda, kasneje pa se je, tudi zaradi nezadovoljstva nad šolo, družina preselila v Jönköping. Tu ga je izjemno sposobni učitelj naučil infinitezimalnega računa in drugih matematičnih operacij na visokošolskem nivoju. Sprva je želel postati inženir, a je leta 1880 po očetovem zgledu vpisal študij medicine na Univerzi v Uppsali. Leta 1885 se je poročil s Signe Christine Breitholtz, leto kasneje se jima je rodila hči, ki pa je v zgodnji mladosti umrla za davico.
Med študijem medicine je Gullstranda prevzela optika, zato je odšel za eno leto na Univerzo na Dunaju, da bi se naučil oftalmoskopije, otoskopije in laringoskopije. Študij je nadaljeval na Univerzi v Stockholmu, kjer je diplomiral leta 1888. Za specializacijo je izbral oftalmologijo in se zaposlil na oftalmološki kliniki stockholmske bolnišnice Serafimerlasarettet kot asistent. Doktoriral je z odliko leta 1890 in že naslednje leto postal predavatelj oftalmologije na Karolinskem inštitutu.
Poleg položaja predavatelja je bil nižji uradnik na švedskem uradu za zdravstvo, opravljal pa je tudi javno ter zasebno medicinsko prakso. Leta 1894 je bil imenovan za prvega profesorja oftalmologije na Univerzi v Uppsali. Na podlagi izjemnih rezultatov in na prošnjo senata univerze mu je švedski parlament leta 1914 podelil osebno profesuro fizične in fiziološke optike, kar ga je razbremenilo poučevanja in mu omogočilo, da je ves čas posvetil raziskavam.
Bil je dominantna osebnost, tako na svojem oddelku, kot tudi v številnih strokovnih organizacijah. Med drugim je soustanovil Švedsko oftalmološko združenje in organiziral prvi Nordijski oftalmološki kongres. Leta 1905 je bil izvoljen za člana Kraljeve švedske akademije znanosti in v letih 1925–1926 služil tudi kot njen predsednik. Kot član komisije za podeljevanje Nobelovih nagrad za fiziko je preprečil, da bi Albert Einstein prejel to priznanje za razvoj splošne teorije relativnosti, kljub temu, da so ga leto za letom nominirali številni ugledni akademiki. Teoriji je ostro nasprotoval in popustil šele, ko ga je drug član komisije prepričal, da si Einstein zasluži nagrado za opis fotoelektričnega pojava.
Upokojil se je leta 1927 in postal častni profesor, a je nadaljeval z znanstvenim delom. Po upokojitvi se je preselil v Stockholm, kjer je poleti 1930 umrl za možgansko krvavitvijo.

## Delo
Kljub temu, da ni imel mentorja, ki bi ga lahko usmerjal v oftalmologiji, se je že kot študent posvetil lomu svetlobe ob prehodu skozi očesno lečo, kjer je s pridom uporabil svoje matematično znanje. Žarek svetlobe je modeliral z uporabo višjih funkcij in s tem bistveno popravil takrat veljaven model, s katerim so razlagali astigmatizem. Nato se je lotil popolnega opisa loma svetlobe v očesu in v ta namen najprej kot prvi natančno izmeril obliko roženice, ki je ključen lomni element. V nadaljnjih letih je razvil matematično ogrodje za opis prehoda svetlobe skozi oko.
Za njegovo delo je bilo pomembno tudi sodelovanje s podjetjem Carl Zeiss, ki je izdelovalo natančne optične priprave po njegovih zamislih. Za meritve odbite svetlobe je najprej izumil špranjsko svetilko, ki je še danes nepogrešljiv oftalmološki instrument. Domislil se je tudi oftalmoskopa, kjer sta vir svetlobe in okular ločena, kar je zmanjšalo problem bleščanja.
Navkljub uporabnosti so se Gullstrandova odkritja v tujini sprva le počasi uveljavljala, predvsem zato, ker so njegova poročila zelo kompleksna in večjidel napisana v švedščini. To se je spremenilo šele, ko je svoje delo nekoliko dostopneje opisal v dodatkih k Helmholtzovem Priročniku fiziološke optike in Tigerstedtovem Fiziološkem priročniku ter po prejemu Nobelove nagrade.

## Priznanja
Za svoje delo je prejel številna priznanja strokovnih združenj. Univerze v Uppsali, Jeni in Dublinu so mu podelile častne doktorate. Ob njegovem 60. rojstnem dnevu je Švedsko medicinsko drušvo ustanovilo Gullstrandovo medaljo in Gullstrandov sklad za promoviranje raziskav v oftalmologiji.
Znan je tudi kot edini človek, ki je tako odklonil kot tudi sprejel Nobelovo nagrado. Kaj točno se je leta 1911 dogajalo v komitejih za podeljevanje ostaja skrivnost, znano je le, da je komite za fiziko Kraljeve švedske akademije znanosti, katerega član je bil takrat, odločil, da mu podeli Nobelovo nagrado za fiziko (nominiran je bil v letih 1910 in 1911). Hkrati je komite Karolinskega inštituta odločal, ali naj mu podeli Nobelovo nagrado za fiziologijo ali medicino. Gullstrand se je odločil, da bo sprejel nagrado za fiziologijo ali medicino, zato je odklonil nagrado za fiziko.